# Bernhard Rensch
Bernhard Rensch (21 de janeiro de 1900 — 4 de abril de 1990) foi um biólogo e ornitólogo alemão. Foi um dos principais artífices da síntese evolutiva moderna.

## Obra
Rensch é célebre pelas suas contribuições teóricas para a síntese evolutiva moderna, no campo da morfologia. As suas investigações foram muito variadas, recorrendo a uma ampla variedade de fenómenos biológicos: alometria, comportamento e memória animal, leis climáticas, evolução humana e ornitologia.